# Aneurysm
«Aneurysm» (en español: «Aneurisma») es una canción de la banda de grunge Nirvana. A pesar de no haber sido un gran éxito comercial, es una de las canciones favoritas de los fanes del trío de Seattle, lo que queda demostrado por una encuesta del 2000 de Radio 1 (BBC), que la colocó como la tercera mejor canción de Nirvana, detrás de «Smells Like Teen Spirit» y «Heart-Shaped Box». Fue lanzada como sencillo promocional para promocionar el álbum en vivo, From the Muddy Banks of the Wishkah del año 1996.

## Significado
Se dice que puede tratar sobre la adicción a la heroína de Kurt Cobain.
También se cuenta en la biografía "Heavier than Heaven" de Kurt Cobain, escrita por Charles R. Cross, que la canción tiene partes que hablaban sobre la relación de Kurt con Tobi Vail ya que el día en que él la conoció, vomitó a las afueras de un local, formando la frase de la canción "Love you so much, it makes me sick" ("Te amo tanto, me vuelve enfermo").

## Recepción
En su reseña AllMusic de Incesticide, Stephen Thomas Erlewine escribió que «Aneurysm» fue "quizás la mejor canción que el grupo haya grabado". Mark Deming de Allmusic escribió que la canción "pudo haber sido [de Nirvana] obra maestra final del grunge "antes del lanzamiento de su gran avance Nevermind en septiembre de 1991, y la describió como caracterizada por grandes y ruidosos riffs de rock, parodia de la cultura pop, autoconsciente auto-disgusto y un final digno de mil Bic encendedores.
En 2013, «Aneurysm» fue votada como la séptima mejor canción de Nirvana en una encuesta de lectores de Rolling Stone. En 2015, ocupó el puesto 30 en la lista No Apologies: All 102 Nirvana Songs de los Rolling Stones. En 2019, The Guardian lo colocó en el número seis en su lista de las 20 mejores canciones de Nirvana, y Alex Petridis lo calificó como "igual a cualquier cosa en Nevermind". 
El 10 de abril de 2014, «Aneurysm» fue interpretado por los miembros sobrevivientes de Nirvana, Grohl, Novoselic y Pat Smear, con la voz principal de Kim Gordon, vocalista y bajista de la banda de rock indie estadounidense Sonic Youth, en el Salón de la Fama del Rock and Roll de Nirvana. ceremonia en el Barclays Center de Brooklyn, Nueva York. La revista Rolling Stone la nombró una de las 10 mejores canciones de portada de 2014, calificándola de un final "apropiado" para la ceremonia dado el papel de Sonic Youth en ayudar a Nirvana a alcanzar el éxito comercial, y escribió que "Kurt lo habría aprobado". Gordon habló sobre la actuación en su autobiografía de 2015, Girl in a Band, escribiendo que "En el escenario, me recordaron que Kurt era el intérprete más intenso que había visto en mi vida... Canté «Aneurysm», con su coro, 'Beat me out of me , 'trayendo toda mi propia rabia y dolor de los últimos años - una explosión de dolor de cuatro minutos de duración, donde finalmente pude permitirme sentir la furiosa tristeza de la muerte de Kurt y todo lo demás que la rodea".
En 2017, para conmemorar lo que habría sido el 50 cumpleaños de Cobain, Phonographic Performance Limited publicó una lista de las 20 canciones de Nirvana más reproducidas en televisión y radio en el Reino Unido, en la que «Aneurysm» ocupó el puesto número nueve.

## Versiones
Al menos 6 versiones de la canción han sido lanzadas.
- La versión original de estudio (grabada el 1 de enero de 1991) fue lanzada como un lado B para el sencillo de «Smells Like Teen Spirit» en 1991 y también en el EP Hormoaning. Esta versión también apareció en el box set de 2004, With the Lights Out.
- Una versión grabada para una sesión radial para la BBC apareció en el álbum de 1992, Incesticide.
- Dos fragmentos de 2 versiones en vivo (uno de 1991 y otro de 1993) fueran puestas juntas para abrir el video de 1994, Live! Tonight! Sold Out!!. Este material fue lanzado como un video promocional en 1996 para la promoción de From the Muddy Banks of the Wishkah.
- Otro directo apareció en el álbum en vivo de 1996, From the Muddy Banks of the Wishkah. Cuando el álbum fue lanzado, sencillos promocionales fueron lanzados en la radio.
- Una versión de la canción sale en el álbum en vivo de Live at Reading.
- Otra versión de la canción sale en el álbum en vivo de Live at the Paramount.

## Posicionamiento
| Año  | Sencillo          | Lista                                         | Posición |
| ---- | ----------------- | --------------------------------------------- | -------- |
| 1996 | «Aneurysm» (Live) | Canciones de Rock Mainstream (Estados Unidos) | N.º 11   |
| 1996 | «Aneurysm» (Live) | Canciones de Rock Moderno (Estados Unidos)    | N.º 13   |
| 1996 | «Aneurysm» (Live) | Listas de Polonia                             | N.º 17   |
| 1996 | «Aneurysm» (Live) | Triple J Hot 100 (Australia)                  | N.º 45   |